# Симандро
Симандро или Лабаново (на гръцки: Σήμαντρο, Симандро, катаревуса: Σήμαντρον, Симандрон, до 1927 година Λαμπάνοβον, Ламбановон), е село в Република Гърция, дем Горуша (Войо) в област Западна Македония.

## География
Селото е разположено на 770 m надморска височина, на около 10 km северозападно от демовия център град Неаполи (Ляпчища, Населич), вдадено навътре в територията на дем Хрупища. Граничи със селата Моласи (Диалекто), Витан (Вотани) и Богатско (Вогацико). Землището на селото е разположено по десния (южен) бряг на река Беливод (Велос).

## История

### В Османската империя
В края на XIX век Лабаново е мюсюлманско гръкоезично село в Османската империя. Според Васил Кънчов („Македония. Етнография и статистика“) в 1900 в него живеят 175 гърци мохамедани (валахади).
На Етнографската карта на Битолския вилает на Картографския институт в София от 1901 година Лабаново е чисто гръцко село в казата Населица на Серфидженския санджак с 45 къщи.
Според статистика на Серфидженския санджак на гръцкото консулство в Еласона от 1904 година в Лабаново (Λαμπάνοβο), Населишка каза, живеят 200 валахади.
На етническата карта на Костурското братство в София от 1940 година, към 1912 година Лабаново е обозначено като турско селище.

### В Гърция
През Балканската война в 1912 година в селото влизат гръцки части и след Междусъюзническата в 1913 година Лабаново остава в Гърция.
В средата на 20-те години населението на Лабаново е изселено в Турция по силата на Лозанския договор и на негово място са заселени понтийски гърци бежанци от Турция. В 1928 година то е представено като изцяло гръцко бежанско село с 46 семейства и 172 жители.
В 1927 година името на селото е сменено на Симандрон.
Населението традиционно произвежда жито, тютюн, картофи и други земеделски продукти, като се занимава и със скотовъдство.
| Година    | 1913 | 1920 | 1928 | 1940 | 1951 | 1961 | 1971 | 1981 | 1991 | 2001 | 2011 | 2021 |
| --------- | ---- | ---- | ---- | ---- | ---- | ---- | ---- | ---- | ---- | ---- | ---- | ---- |
| Население | 219  | 186  | 96   | 184  | 151  | 117  | 78   | 93   | 87   | 49   | 38   | 29   |